# Hans-Joachim Wolff
Hans-Joachim Wolff (* 1958 in Leer) ist ein deutscher Radiokommentator. Er ist vor allem bei Fußball- und Leichtathletikübertragungen zu hören.

## Karriere
Wolff wurde in Leer geboren. Er schloss die Schule 1976 mit dem Abitur ab. Anschließend machte er ein Volontariat bei der Ostfriesen-Zeitung Leer und ein Praktikum bei der Bundeswehr-Pressestelle in Oldenburg. Er studierte in Münster Publizistik, Politikwissenschaft und Germanistik. Danach arbeitete er neun Jahre lang als Moderator, Redakteur und Chef vom Dienst bei Radio RPR an den Sendeorten Koblenz, Mainz und Ludwigshafen am Rhein. 1995 ging er zum damaligen DSF (heute Sport1). Dort kommentiert er Live-Übertragungen von Fußball, Leichtathletik, Tischtennis, Volleyball und Beachvolleyball. 
Er kommentiert nationale Fußballbegegnungen, auch im Amateurfußballbereich, bis hin zu internationalen Paarungen in der UEFA Europa League. Da er auch für LIGAtotal! im Einsatz war, wurden Zusammenfassungen von Partien mit Wolffs Beteiligung auch auf ran auf Kabel Eins ausgestrahlt. 
Seit 2013 kommentiert er nicht nur für Sport1, sondern auch für deren Schwestersender, das Sportradio Sport1.FM.